# Otto Binswanger

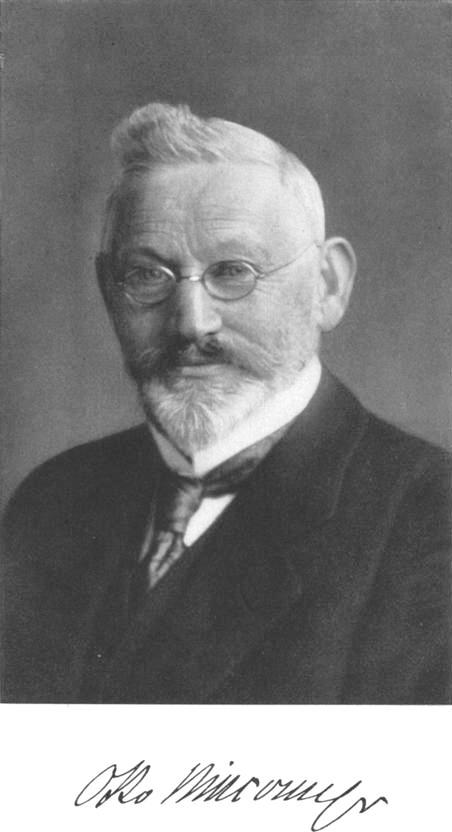
Otto Binswanger

Otto Ludwig Binswanger (Scherzingen, Münsterlingen, 14 oktober 1852 - Kreuzlingen, 15 juli 1929) was een Zwitserse zenuwarts. Hij trad op als psychiater en als neuroloog.

## Leven en werk
Binswanger stamde uit een oorspronkelijk Beierse familie, waaruit vele psychiaters zijn voortgekomen. Hij was een zoon van de psychiater Ludwig Binswanger, die de oprichter van het Sanatorium Bellevue in het Zwitserse Kreuzlingen was. Otto Binswanger was de oom van de psychiater Ludwig Binswanger (1881-1966).
Binswanger studeerde medicijnen in Heidelberg, Straatsburg en Zürich. Na zijn promotie in 1877 werkte hij negen maanden in de kliniek van zijn vader. Daarna werd hij arts-assistent in Wenen bij Theodor Meynert en werkte hij in Göttingen in de psychiatrische kliniek onder Ludwig Meyer. Vervolgens was hij in dienst bij het pathologisch instituut in het toenmalige Breslau, tot hij begin 1880 werd aangesteld als opperarts onder Carl Westphal op de psychiatrische en zenuwkliniek Charité in Berlijn. Toen hij vanwege zijn buitengewone wetenschappelijke activiteit ook in Duitsland een werkvergunning kreeg als arts, werd hem, nauwelijks dertig jaar oud, verzocht om in Jena de functie van buitengewoon hoogleraar van de psychiatrische universiteitskliniek aldaar te bekleden. In 1891 werd hij tot gewoon professor in de psychiatrie benoemd en vervolgens leidde hij de universiteitskliniek tot zijn pensioen in 1919. In april 1911 werd hij gekozen tot prorector van de Universiteit van Jena. Belangrijke patiënten van Binswanger waren Friedrich Nietzsche, Hans Fallada en Johannes R. Becher.
Binswanger schreef in zijn carrière meer dan honderd verhandelingen over epilepsie, neurasthenie en hysterie, alsook het samen met Ernst Siemerling uitgegeven Lehrbuch der Psychiatrie. De meeste naamsbekendheid geniet Binswanger als gevolg van de naar hem vernoemde ziekte van Binswanger, ook wel subcorticale leukencefalopathie genoemd, een bijzondere vorm van vasculaire dementie, die hij in 1894 voor het eerst beschreef. Het was overigens Alois Alzheimer die in 1902 Binswangers naam aan de aandoening verbond.